# Eoophyla quinqualis
Eoophyla quinqualis là một loài bướm đêm trong họ Crambidae.